# Mas Mallol
El Mas Mallol o Mas Macià Mallol és un monument del municipi de Tarragona protegit com a bé cultural d'interès local. Durant molts anys va acollir el col·legi Pax i posteriorment l'escola Olga Xirinacs l'any 2007 fins al seu tancament l'any 2012.

## Descripció
És un edifici amb planta en forma de T. Al centre de les tres ales s'alça una torre de planta quadrada. Allò més característic és la coberta que forma un seguit de pendents aixamfranats. Decoració mural a base d'esgrafiats i ceràmica vidrada. Un altre element singular és una terrassa en forma de quadrant amb balustrada, recolzada sobre columnes salomòniques de rajola. L'obra vista, la pedra i la ceràmica vidriada són els materials més destacables en la composició modernista d'aquesta obra. L'edifici mostra a l'entrada un petit pavelló de les mateixes característiques i criteris compositius.

## Història
Construït el 1920 per a ús de residència estiuenca de la família Mallol, posteriorment convertida en col·legi. El 1967 i el 1970 s'hi feren ampliacions que no van afectar l'antic edifici, tret d'algun pont de connexió amb els annexos.